# Ruhi-institutet
Ruhi-institutet är en bahá'í-utbildningsinstitution under ledning av Colombias Nationella andliga råd. 

## Historia
År 1976 startade bahá'í-samfundet i Colombia en utbildningsprocess som resulterade i en serie fördjupningshäften i olika ämnen. Institutet fick sitt namn efter Ruhi Arbab (1914–1975).
År 1994 gjorde Ruhi-institutet sitt material mer allmänt tillgängligt när tre av kurserna publicerades av Palabra, ett amerikanskt bahá'í-förlag.
Universella Rättvisans Hus började 2001 att introducera studiecirklar som små studietillfällen i lokala samfund. Ursprungligen uppmuntrade Universella Rättvisans Hus nationella samfund att utveckla sitt eget utbildningsmaterial, men 2004 noterade man att de flesta redan hade antagit Ruhi-institutets material och 2005 meddelade man att man beslutat att Ruhi-materialet  skulle vara den läroplan som används av alla bahá'í utbildningsinstitut över hela världen. Den 1 januari 2022 meddelade Universella Rättvisans Hus att Ruhi-institutet hade som mål att slutföra utvecklingen av sitt material till 2031 och att det inte planerade att utveckla mer material efter att ha gjort det.

## Principerna, mål och metoder
Målet med Ruhi Institut-kurserna är att framkalla en omvälvande inlärningsupplevelse genom en deltagarcentrerad, upplevelsebaserad och samarbetande metod som underlättas av en handledare snarare än en instruktör, en lärare eller en expert.  Handledarrollerna hänvisar till funktioner vi utför vid en given tidpunkt och inte till positioner vi innehar i samhället. Ruhi omstrukturerar samhälleliga normer, roller och utbildningsmål ... för att ompröva samhällsbilder och utbildningssystem som en del av utformningen av nya system för lärande och mänsklig utveckling som överensstämmer med den framväxande globala världsbilden.
Alla grupper som går igenom en studiecirkel uppmuntras att utföra ett tjänandeprojekt för att omsätta sitt lärande i handling. Sådana projekt innebär vanligtvis att organisera andaktsmöten, utveckla färdigheter för att höja kvaliteten av diskurser om sociala frågor och att bli lärare för barn. Samhällstjänster ramas in av de sammanhang individerna tillför gruppen och deras känsla av syfte med den. Genom flera studiecirklar växer de föreslagna projekten i komplexitet. Vissa projekt utförs inom lokala icke-statliga organisationer. Det överskridande målet är andlig och moralisk bemyndigande för att tjäna samhället genom att odla egenskaper som en ödmjuk hållning till lärande, hängivenhet för tillämpningen av lärorna, ett ansvar för sin egen personliga tillväxt och bahá'í-samfundets tillväxt. Individers framsteg när det gäller att lära sig dygder som ödmjukhet, tålamod och takt utvecklades mitt i en känsla av bemyndigande. 
Materialet som sammanställdes av Ruhi-institutet koncentrerar sig på Bahá'í-skrifterna genom att hjälpa deltagarna att förstå texterna på tre olika nivåer. Den första nivån är grundläggande förståelse - förstå betydelsen av orden och meningarna. Den andra nivån relaterar till tillämpningen av texterna på olika verkliga situationer. Slutligen handlar den tredje nivån om innebörden av de olika citaten på andra aspekter av Bahá'í-tro och handling. 